# Homo longi
Homo longi (en chino tradicional, 龍人; en chino simplificado, 龙人; traducido como hombre dragón) es una especie extinta de hominino identificada a partir de un cráneo casi completo descubierto en Harbin, Heilongjiang, al noreste de China, que podría pertenecer al género humano arcaico que data de al menos unos 146 000 años durante el Pleistoceno medio. El cráneo fue descubierto en 1933, pero, debido a una atmósfera política tumultuosa, no se llevaría a la ciencia hasta 2018, ni se le bautizaría hasta 2021. Los investigadores consideraban que los humanos modernos estaban más estrechamente relacionados con H. longi que con los neandertales europeos.
H. longi es anatómicamente similar a otros especímenes chinos del Pleistoceno medio y potencialmente representa a los enigmáticos denisovanos, aunque esto no está confirmado. Al igual que otros humanos arcaicos, el cráneo es bajo y largo (el más largo de todos los humanos conocidos), con cejas enormemente infladas, cuencas oculares anchas y una boca con unos dientes bastante más grandes que los de cualquier persona actual. La cara es plana como en los humanos modernos, pero la nariz es bulbosa, posiblemente para ayudar a respirar aire frío. Tiene uno de los cráneos más grandes que se conocen en el género humano y podía albergar un cerebro del mismo tamaño que el H. sapiens. Al igual que otros humanos contemporáneos, H. longi puede haber tenido la piel, el cabello y el color de ojos oscuros. El cráneo puede haber pertenecido a un hombre menor de 50 años.
El individuo de Harbin habitaba un ambiente frío y estepario junto al mamut lanudo, el ciervo gigante, el caballo de Przewalski, el alce, el búfalo y el oso pardo.

## Etimología
El nombre específico de H. longi proviene de la provincia en la que se descubrió el espécimen, Heilongjiang. El significado literal de Hei-long-jiang (黑龍江) en mandarín es "Río del Dragón Negro", de ahí el apodo de "Hombre Dragón" (en chino tradicional, 龍人; en chino simplificado, 龙人). Consulte Heilongjiang para conocer la etimología de esa provincia.

## Taxonomía

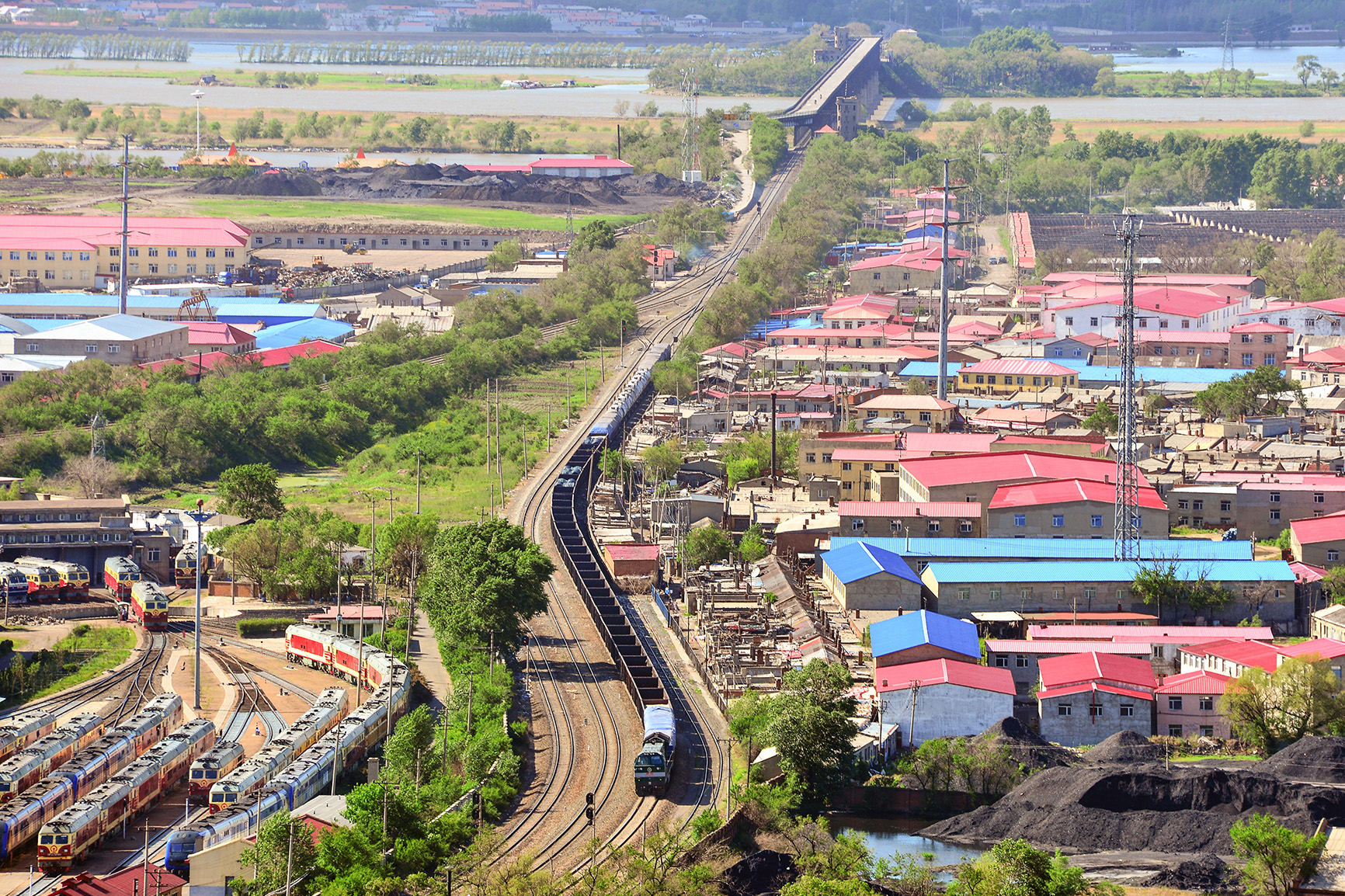
El cráneo fue descubierto en 1933 alrededor del puente de Dongjiang (arriba en la foto), entonces en construcción para el Ferrocarril Nacional de Manchukuo.

Un trabajador local encontró un cráneo casi completo en la orilla del río Songhua en 1933 cuando se estaba construyendo el puente de Dongjiang en Harbin, Heilongjiang (en ese momento, Manchukuo) para el Ferrocarril Nacional de Manchukuo alineado con Japón. Reconociendo su importancia, probablemente como resultado del interés público en la antropología generado recientemente por el Hombre de Pekín en 1929, decidió esconderlo de las autoridades de Manchukuo en un pozo abandonado. Después de la derrota soviética de Manchukuo, ocultó su antiguo empleo en el Ferrocarril Nacional Manchukuo a las autoridades nacionalistas y más tarde comunistas. Justo antes de su muerte, la tercera generación de su familia se enteró del cráneo y lo reclamó en 2018. El paleoantropólogo chino Qiang Li convenció a la familia de que lo donara a la Universidad GEO de Hebei para su estudio, donde se encuentra almacenado actualmente.
|  | Dali                                             |
|  |                                                  |
|  | \| \| Xiahe \| \| \| \| \| \| Harbin \| \| \| \| |
|  |                                                  |
|  | Xiahe                                            |
|  |                                                  |
|  | Harbin                                           |
|  |                                                  |

|  | Xiahe  |
|  |        |
|  | Harbin |
|  |        |

|  | Dali                                             |
|  |                                                  |
|  | \| \| Xiahe \| \| \| \| \| \| Harbin \| \| \| \| |
|  |                                                  |
|  | Xiahe                                            |
|  |                                                  |
|  | Harbin                                           |
|  |                                                  |

|  | Xiahe  |
|  |        |
|  | Harbin |
|  |        |

|  | Dali                                             |
|  |                                                  |
|  | \| \| Xiahe \| \| \| \| \| \| Harbin \| \| \| \| |
|  |                                                  |
|  | Xiahe                                            |
|  |                                                  |
|  | Harbin                                           |
|  |                                                  |

|  | Xiahe  |
|  |        |
|  | Harbin |
|  |        |

|  | Dali                                             |
|  |                                                  |
|  | \| \| Xiahe \| \| \| \| \| \| Harbin \| \| \| \| |
|  |                                                  |
|  | Xiahe                                            |
|  |                                                  |
|  | Harbin                                           |
|  |                                                  |

|  | Xiahe  |
|  |        |
|  | Harbin |
|  |        |

|  | Dali                                             |
|  |                                                  |
|  | \| \| Xiahe \| \| \| \| \| \| Harbin \| \| \| \| |
|  |                                                  |
|  | Xiahe                                            |
|  |                                                  |
|  | Harbin                                           |
|  |                                                  |

|  | Xiahe  |
|  |        |
|  | Harbin |
|  |        |

|  | Dali                                             |
|  |                                                  |
|  | \| \| Xiahe \| \| \| \| \| \| Harbin \| \| \| \| |
|  |                                                  |
|  | Xiahe                                            |
|  |                                                  |
|  | Harbin                                           |
|  |                                                  |

|  | Xiahe  |
|  |        |
|  | Harbin |
|  |        |

|  | Dali                                             |
|  |                                                  |
|  | \| \| Xiahe \| \| \| \| \| \| Harbin \| \| \| \| |
|  |                                                  |
|  | Xiahe                                            |
|  |                                                  |
|  | Harbin                                           |
|  |                                                  |

|  | Xiahe  |
|  |        |
|  | Harbin |
|  |        |

|  | Dali                                             |
|  |                                                  |
|  | \| \| Xiahe \| \| \| \| \| \| Harbin \| \| \| \| |
|  |                                                  |
|  | Xiahe                                            |
|  |                                                  |
|  | Harbin                                           |
|  |                                                  |

|  | Xiahe  |
|  |        |
|  | Harbin |
|  |        |

|  | Dali                                             |
|  |                                                  |
|  | \| \| Xiahe \| \| \| \| \| \| Harbin \| \| \| \| |
|  |                                                  |
|  | Xiahe                                            |
|  |                                                  |
|  | Harbin                                           |
|  |                                                  |

|  | Xiahe  |
|  |        |
|  | Harbin |
|  |        |

|  | Dali                                             |
|  |                                                  |
|  | \| \| Xiahe \| \| \| \| \| \| Harbin \| \| \| \| |
|  |                                                  |
|  | Xiahe                                            |
|  |                                                  |
|  | Harbin                                           |
|  |                                                  |

|  | Xiahe  |
|  |        |
|  | Harbin |
|  |        |

|  | Dali                                             |
|  |                                                  |
|  | \| \| Xiahe \| \| \| \| \| \| Harbin \| \| \| \| |
|  |                                                  |
|  | Xiahe                                            |
|  |                                                  |
|  | Harbin                                           |
|  |                                                  |

|  | Xiahe  |
|  |        |
|  | Harbin |
|  |        |

|  | Dali                                             |
|  |                                                  |
|  | \| \| Xiahe \| \| \| \| \| \| Harbin \| \| \| \| |
|  |                                                  |
|  | Xiahe                                            |
|  |                                                  |
|  | Harbin                                           |
|  |                                                  |

|  | Xiahe  |
|  |        |
|  | Harbin |
|  |        |

|  | Dali                                             |
|  |                                                  |
|  | \| \| Xiahe \| \| \| \| \| \| Harbin \| \| \| \| |
|  |                                                  |
|  | Xiahe                                            |
|  |                                                  |
|  | Harbin                                           |
|  |                                                  |

|  | Xiahe  |
|  |        |
|  | Harbin |
|  |        |

|  | Dali                                             |
|  |                                                  |
|  | \| \| Xiahe \| \| \| \| \| \| Harbin \| \| \| \| |
|  |                                                  |
|  | Xiahe                                            |
|  |                                                  |
|  | Harbin                                           |
|  |                                                  |

|  | Xiahe  |
|  |        |
|  | Harbin |
|  |        |

|  | Dali                                             |
|  |                                                  |
|  | \| \| Xiahe \| \| \| \| \| \| Harbin \| \| \| \| |
|  |                                                  |
|  | Xiahe                                            |
|  |                                                  |
|  | Harbin                                           |
|  |                                                  |

|  | Xiahe  |
|  |        |
|  | Harbin |
|  |        |

|  | Dali                                             |
|  |                                                  |
|  | \| \| Xiahe \| \| \| \| \| \| Harbin \| \| \| \| |
|  |                                                  |
|  | Xiahe                                            |
|  |                                                  |
|  | Harbin                                           |
|  |                                                  |

|  | Xiahe  |
|  |        |
|  | Harbin |
|  |        |

|  | Dali                                             |
|  |                                                  |
|  | \| \| Xiahe \| \| \| \| \| \| Harbin \| \| \| \| |
|  |                                                  |
|  | Xiahe                                            |
|  |                                                  |
|  | Harbin                                           |
|  |                                                  |

|  | Xiahe  |
|  |        |
|  | Harbin |
|  |        |

|  | Dali                                             |
|  |                                                  |
|  | \| \| Xiahe \| \| \| \| \| \| Harbin \| \| \| \| |
|  |                                                  |
|  | Xiahe                                            |
|  |                                                  |
|  | Harbin                                           |
|  |                                                  |

|  | Xiahe  |
|  |        |
|  | Harbin |
|  |        |

|  | Dali                                             |
|  |                                                  |
|  | \| \| Xiahe \| \| \| \| \| \| Harbin \| \| \| \| |
|  |                                                  |
|  | Xiahe                                            |
|  |                                                  |
|  | Harbin                                           |
|  |                                                  |

|  | Xiahe  |
|  |        |
|  | Harbin |
|  |        |

|  | Dali                                             |
|  |                                                  |
|  | \| \| Xiahe \| \| \| \| \| \| Harbin \| \| \| \| |
|  |                                                  |
|  | Xiahe                                            |
|  |                                                  |
|  | Harbin                                           |
|  |                                                  |

|  | Xiahe  |
|  |        |
|  | Harbin |
|  |        |

|  | Dali                                             |
|  |                                                  |
|  | \| \| Xiahe \| \| \| \| \| \| Harbin \| \| \| \| |
|  |                                                  |
|  | Xiahe                                            |
|  |                                                  |
|  | Harbin                                           |
|  |                                                  |

|  | Xiahe  |
|  |        |
|  | Harbin |
|  |        |

|  | Dali                                             |
|  |                                                  |
|  | \| \| Xiahe \| \| \| \| \| \| Harbin \| \| \| \| |
|  |                                                  |
|  | Xiahe                                            |
|  |                                                  |
|  | Harbin                                           |
|  |                                                  |

|  | Xiahe  |
|  |        |
|  | Harbin |
|  |        |

|  | Dali                                             |
|  |                                                  |
|  | \| \| Xiahe \| \| \| \| \| \| Harbin \| \| \| \| |
|  |                                                  |
|  | Xiahe                                            |
|  |                                                  |
|  | Harbin                                           |
|  |                                                  |

|  | Xiahe  |
|  |        |
|  | Harbin |
|  |        |

|  | Dali                                             |
|  |                                                  |
|  | \| \| Xiahe \| \| \| \| \| \| Harbin \| \| \| \| |
|  |                                                  |
|  | Xiahe                                            |
|  |                                                  |
|  | Harbin                                           |
|  |                                                  |

|  | Xiahe  |
|  |        |
|  | Harbin |
|  |        |

|  | Dali                                             |
|  |                                                  |
|  | \| \| Xiahe \| \| \| \| \| \| Harbin \| \| \| \| |
|  |                                                  |
|  | Xiahe                                            |
|  |                                                  |
|  | Harbin                                           |
|  |                                                  |

|  | Xiahe  |
|  |        |
|  | Harbin |
|  |        |

|  | Dali                                             |
|  |                                                  |
|  | \| \| Xiahe \| \| \| \| \| \| Harbin \| \| \| \| |
|  |                                                  |
|  | Xiahe                                            |
|  |                                                  |
|  | Harbin                                           |
|  |                                                  |

|  | Xiahe  |
|  |        |
|  | Harbin |
|  |        |

|  | Dali                                             |
|  |                                                  |
|  | \| \| Xiahe \| \| \| \| \| \| Harbin \| \| \| \| |
|  |                                                  |
|  | Xiahe                                            |
|  |                                                  |
|  | Harbin                                           |
|  |                                                  |

|  | Xiahe  |
|  |        |
|  | Harbin |
|  |        |

|  | Dali                                             |
|  |                                                  |
|  | \| \| Xiahe \| \| \| \| \| \| Harbin \| \| \| \| |
|  |                                                  |
|  | Xiahe                                            |
|  |                                                  |
|  | Harbin                                           |
|  |                                                  |

|  | Xiahe  |
|  |        |
|  | Harbin |
|  |        |

|  | Dali                                             |
|  |                                                  |
|  | \| \| Xiahe \| \| \| \| \| \| Harbin \| \| \| \| |
|  |                                                  |
|  | Xiahe                                            |
|  |                                                  |
|  | Harbin                                           |
|  |                                                  |

|  | Xiahe  |
|  |        |
|  | Harbin |
|  |        |

|  | Dali                                             |
|  |                                                  |
|  | \| \| Xiahe \| \| \| \| \| \| Harbin \| \| \| \| |
|  |                                                  |
|  | Xiahe                                            |
|  |                                                  |
|  | Harbin                                           |
|  |                                                  |

|  | Xiahe  |
|  |        |
|  | Harbin |
|  |        |

|  | Dali                                             |
|  |                                                  |
|  | \| \| Xiahe \| \| \| \| \| \| Harbin \| \| \| \| |
|  |                                                  |
|  | Xiahe                                            |
|  |                                                  |
|  | Harbin                                           |
|  |                                                  |

|  | Xiahe  |
|  |        |
|  | Harbin |
|  |        |

|  | Dali                                             |
|  |                                                  |
|  | \| \| Xiahe \| \| \| \| \| \| Harbin \| \| \| \| |
|  |                                                  |
|  | Xiahe                                            |
|  |                                                  |
|  | Harbin                                           |
|  |                                                  |

|  | Xiahe  |
|  |        |
|  | Harbin |
|  |        |

|  | Dali                                             |
|  |                                                  |
|  | \| \| Xiahe \| \| \| \| \| \| Harbin \| \| \| \| |
|  |                                                  |
|  | Xiahe                                            |
|  |                                                  |
|  | Harbin                                           |
|  |                                                  |

|  | Xiahe  |
|  |        |
|  | Harbin |
|  |        |

|  | Dali                                             |
|  |                                                  |
|  | \| \| Xiahe \| \| \| \| \| \| Harbin \| \| \| \| |
|  |                                                  |
|  | Xiahe                                            |
|  |                                                  |
|  | Harbin                                           |
|  |                                                  |

|  | Xiahe  |
|  |        |
|  | Harbin |
|  |        |

|  | Dali                                             |
|  |                                                  |
|  | \| \| Xiahe \| \| \| \| \| \| Harbin \| \| \| \| |
|  |                                                  |
|  | Xiahe                                            |
|  |                                                  |
|  | Harbin                                           |
|  |                                                  |

|  | Xiahe  |
|  |        |
|  | Harbin |
|  |        |

|  | Dali                                             |
|  |                                                  |
|  | \| \| Xiahe \| \| \| \| \| \| Harbin \| \| \| \| |
|  |                                                  |
|  | Xiahe                                            |
|  |                                                  |
|  | Harbin                                           |
|  |                                                  |

|  | Xiahe  |
|  |        |
|  | Harbin |
|  |        |

|  | Dali                                             |
|  |                                                  |
|  | \| \| Xiahe \| \| \| \| \| \| Harbin \| \| \| \| |
|  |                                                  |
|  | Xiahe                                            |
|  |                                                  |
|  | Harbin                                           |
|  |                                                  |

|  | Xiahe  |
|  |        |
|  | Harbin |
|  |        |

|  | Dali                                             |
|  |                                                  |
|  | \| \| Xiahe \| \| \| \| \| \| Harbin \| \| \| \| |
|  |                                                  |
|  | Xiahe                                            |
|  |                                                  |
|  | Harbin                                           |
|  |                                                  |

|  | Xiahe  |
|  |        |
|  | Harbin |
|  |        |

|  | Dali                                             |
|  |                                                  |
|  | \| \| Xiahe \| \| \| \| \| \| Harbin \| \| \| \| |
|  |                                                  |
|  | Xiahe                                            |
|  |                                                  |
|  | Harbin                                           |
|  |                                                  |

|  | Xiahe  |
|  |        |
|  | Harbin |
|  |        |

|  | Dali                                             |
|  |                                                  |
|  | \| \| Xiahe \| \| \| \| \| \| Harbin \| \| \| \| |
|  |                                                  |
|  | Xiahe                                            |
|  |                                                  |
|  | Harbin                                           |
|  |                                                  |

|  | Xiahe  |
|  |        |
|  | Harbin |
|  |        |

|  | Dali                                             |
|  |                                                  |
|  | \| \| Xiahe \| \| \| \| \| \| Harbin \| \| \| \| |
|  |                                                  |
|  | Xiahe                                            |
|  |                                                  |
|  | Harbin                                           |
|  |                                                  |

|  | Xiahe  |
|  |        |
|  | Harbin |
|  |        |

|  | Dali                                             |
|  |                                                  |
|  | \| \| Xiahe \| \| \| \| \| \| Harbin \| \| \| \| |
|  |                                                  |
|  | Xiahe                                            |
|  |                                                  |
|  | Harbin                                           |
|  |                                                  |

|  | Xiahe  |
|  |        |
|  | Harbin |
|  |        |

|  | Dali                                             |
|  |                                                  |
|  | \| \| Xiahe \| \| \| \| \| \| Harbin \| \| \| \| |
|  |                                                  |
|  | Xiahe                                            |
|  |                                                  |
|  | Harbin                                           |
|  |                                                  |

|  | Xiahe  |
|  |        |
|  | Harbin |
|  |        |

|  | Dali                                             |
|  |                                                  |
|  | \| \| Xiahe \| \| \| \| \| \| Harbin \| \| \| \| |
|  |                                                  |
|  | Xiahe                                            |
|  |                                                  |
|  | Harbin                                           |
|  |                                                  |

|  | Xiahe  |
|  |        |
|  | Harbin |
|  |        |

|  | Dali                                             |
|  |                                                  |
|  | \| \| Xiahe \| \| \| \| \| \| Harbin \| \| \| \| |
|  |                                                  |
|  | Xiahe                                            |
|  |                                                  |
|  | Harbin                                           |
|  |                                                  |

|  | Xiahe  |
|  |        |
|  | Harbin |
|  |        |

|  | Dali                                             |
|  |                                                  |
|  | \| \| Xiahe \| \| \| \| \| \| Harbin \| \| \| \| |
|  |                                                  |
|  | Xiahe                                            |
|  |                                                  |
|  | Harbin                                           |
|  |                                                  |

|  | Xiahe  |
|  |        |
|  | Harbin |
|  |        |

|  | Dali                                             |
|  |                                                  |
|  | \| \| Xiahe \| \| \| \| \| \| Harbin \| \| \| \| |
|  |                                                  |
|  | Xiahe                                            |
|  |                                                  |
|  | Harbin                                           |
|  |                                                  |

|  | Xiahe  |
|  |        |
|  | Harbin |
|  |        |

|  | Dali                                             |
|  |                                                  |
|  | \| \| Xiahe \| \| \| \| \| \| Harbin \| \| \| \| |
|  |                                                  |
|  | Xiahe                                            |
|  |                                                  |
|  | Harbin                                           |
|  |                                                  |

|  | Xiahe  |
|  |        |
|  | Harbin |
|  |        |

|  | Dali                                             |
|  |                                                  |
|  | \| \| Xiahe \| \| \| \| \| \| Harbin \| \| \| \| |
|  |                                                  |
|  | Xiahe                                            |
|  |                                                  |
|  | Harbin                                           |
|  |                                                  |

|  | Xiahe  |
|  |        |
|  | Harbin |
|  |        |

|  | Dali                                             |
|  |                                                  |
|  | \| \| Xiahe \| \| \| \| \| \| Harbin \| \| \| \| |
|  |                                                  |
|  | Xiahe                                            |
|  |                                                  |
|  | Harbin                                           |
|  |                                                  |

|  | Xiahe  |
|  |        |
|  | Harbin |
|  |        |

|  | Dali                                             |
|  |                                                  |
|  | \| \| Xiahe \| \| \| \| \| \| Harbin \| \| \| \| |
|  |                                                  |
|  | Xiahe                                            |
|  |                                                  |
|  | Harbin                                           |
|  |                                                  |

|  | Xiahe  |
|  |        |
|  | Harbin |
|  |        |

|  | Dali                                             |
|  |                                                  |
|  | \| \| Xiahe \| \| \| \| \| \| Harbin \| \| \| \| |
|  |                                                  |
|  | Xiahe                                            |
|  |                                                  |
|  | Harbin                                           |
|  |                                                  |

|  | Xiahe  |
|  |        |
|  | Harbin |
|  |        |

|  | Dali                                             |
|  |                                                  |
|  | \| \| Xiahe \| \| \| \| \| \| Harbin \| \| \| \| |
|  |                                                  |
|  | Xiahe                                            |
|  |                                                  |
|  | Harbin                                           |
|  |                                                  |

|  | Xiahe  |
|  |        |
|  | Harbin |
|  |        |

|  | Dali                                             |
|  |                                                  |
|  | \| \| Xiahe \| \| \| \| \| \| Harbin \| \| \| \| |
|  |                                                  |
|  | Xiahe                                            |
|  |                                                  |
|  | Harbin                                           |
|  |                                                  |

|  | Xiahe  |
|  |        |
|  | Harbin |
|  |        |

|  | Dali                                             |
|  |                                                  |
|  | \| \| Xiahe \| \| \| \| \| \| Harbin \| \| \| \| |
|  |                                                  |
|  | Xiahe                                            |
|  |                                                  |
|  | Harbin                                           |
|  |                                                  |

|  | Xiahe  |
|  |        |
|  | Harbin |
|  |        |

|  | Dali                                             |
|  |                                                  |
|  | \| \| Xiahe \| \| \| \| \| \| Harbin \| \| \| \| |
|  |                                                  |
|  | Xiahe                                            |
|  |                                                  |
|  | Harbin                                           |
|  |                                                  |

|  | Xiahe  |
|  |        |
|  | Harbin |
|  |        |

|  | Dali                                             |
|  |                                                  |
|  | \| \| Xiahe \| \| \| \| \| \| Harbin \| \| \| \| |
|  |                                                  |
|  | Xiahe                                            |
|  |                                                  |
|  | Harbin                                           |
|  |                                                  |

|  | Xiahe  |
|  |        |
|  | Harbin |
|  |        |

|  | Dali                                             |
|  |                                                  |
|  | \| \| Xiahe \| \| \| \| \| \| Harbin \| \| \| \| |
|  |                                                  |
|  | Xiahe                                            |
|  |                                                  |
|  | Harbin                                           |
|  |                                                  |

|  | Xiahe  |
|  |        |
|  | Harbin |
|  |        |

|  | Dali                                             |
|  |                                                  |
|  | \| \| Xiahe \| \| \| \| \| \| Harbin \| \| \| \| |
|  |                                                  |
|  | Xiahe                                            |
|  |                                                  |
|  | Harbin                                           |
|  |                                                  |

|  | Xiahe  |
|  |        |
|  | Harbin |
|  |        |

|  | Dali                                             |
|  |                                                  |
|  | \| \| Xiahe \| \| \| \| \| \| Harbin \| \| \| \| |
|  |                                                  |
|  | Xiahe                                            |
|  |                                                  |
|  | Harbin                                           |
|  |                                                  |

|  | Xiahe  |
|  |        |
|  | Harbin |
|  |        |

|  | Dali                                             |
|  |                                                  |
|  | \| \| Xiahe \| \| \| \| \| \| Harbin \| \| \| \| |
|  |                                                  |
|  | Xiahe                                            |
|  |                                                  |
|  | Harbin                                           |
|  |                                                  |

|  | Xiahe  |
|  |        |
|  | Harbin |
|  |        |

|  | Dali                                             |
|  |                                                  |
|  | \| \| Xiahe \| \| \| \| \| \| Harbin \| \| \| \| |
|  |                                                  |
|  | Xiahe                                            |
|  |                                                  |
|  | Harbin                                           |
|  |                                                  |

|  | Xiahe  |
|  |        |
|  | Harbin |
|  |        |

|  | Dali                                             |
|  |                                                  |
|  | \| \| Xiahe \| \| \| \| \| \| Harbin \| \| \| \| |
|  |                                                  |
|  | Xiahe                                            |
|  |                                                  |
|  | Harbin                                           |
|  |                                                  |

|  | Xiahe  |
|  |        |
|  | Harbin |
|  |        |

|  | Dali                                             |
|  |                                                  |
|  | \| \| Xiahe \| \| \| \| \| \| Harbin \| \| \| \| |
|  |                                                  |
|  | Xiahe                                            |
|  |                                                  |
|  | Harbin                                           |
|  |                                                  |

|  | Xiahe  |
|  |        |
|  | Harbin |
|  |        |

Debido a la tumultuosa historia del cráneo, ha sido difícil determinar su procedencia exacta y, por lo tanto, su contexto estratigráfico y su edad. En 2021, el geólogo chino Qingfeng Shao y colaboradores realizaron análisis no destructivos de fluorescencia de rayos X, elementos de tierras raras e isótopos de estroncio en el cráneo y varios otros fósiles de mamíferos desenterrados alrededor del puente de Dongjiang, y determinaron que todos los fósiles de la vecindad probablemente fueron depositados aproximadamente al mismo tiempo, vivieron en la misma región y se originaron 12 m (39 ft) debajo de la superficie de Dongjian, que se correlaciona con 30 m (98 ft) dentro de la formación superior de los Montes Huang (limitada a hace entre 309 000 y 138 000 años). La datación directa de uranio-torio de varios puntos del cráneo arrojó una amplia gama de fechas, desde hace 62 000 hasta 296 000 años, probablemente como resultado de la lixiviación de uranio. Determinaron estadísticamente que la edad mínima más probable es de 146 000 años, pero es difícil determinar un valor más exacto dado que la procedencia exacta no es identificable. No obstante, el cráneo está bien restringido al Pleistoceno medio tardío, más o menos contemporáneo con otros especímenes chinos de Xiahe, Jinniushan, Dali y la cueva de Hualong.

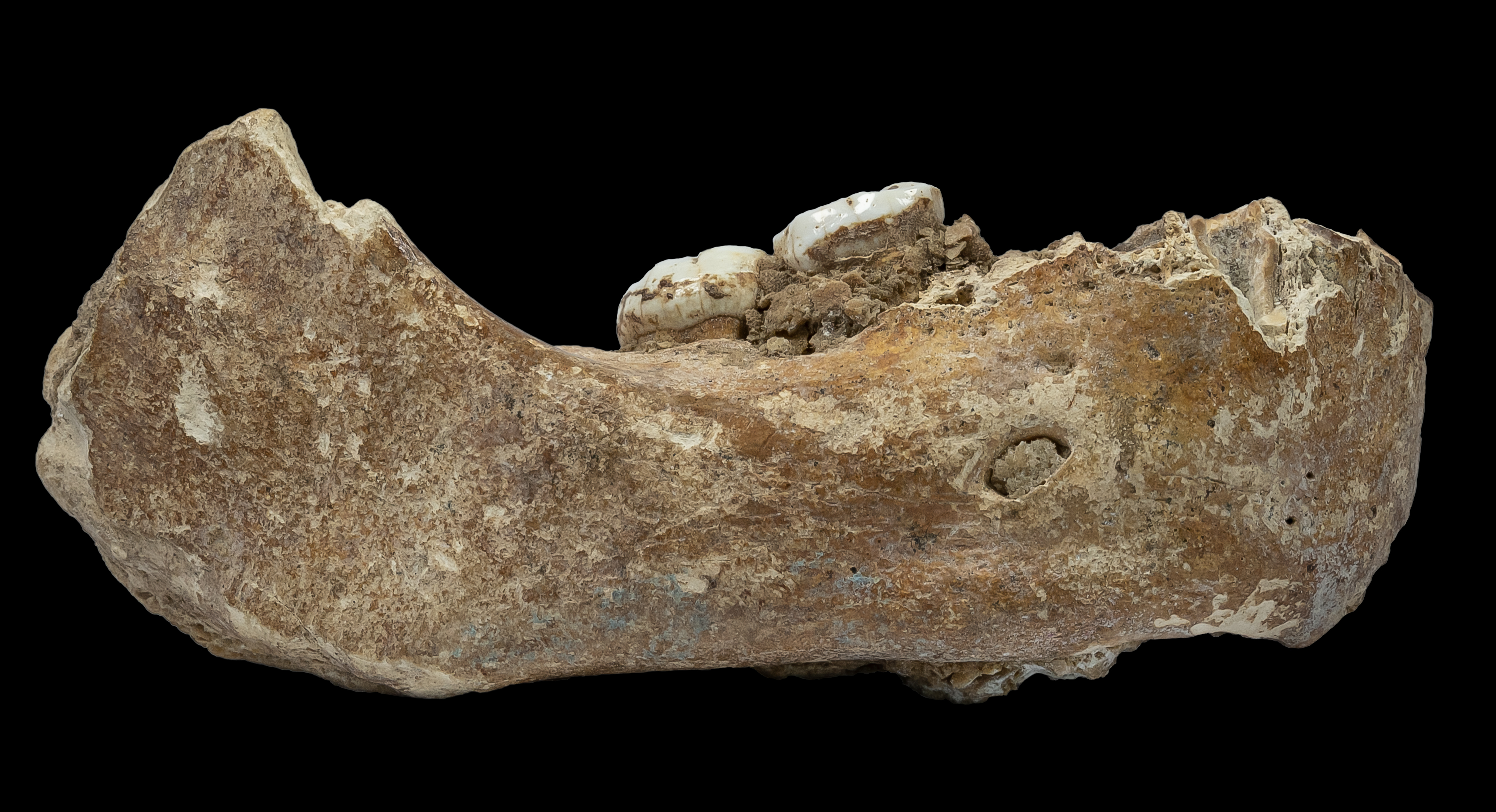
Mandíbula de Xiahe, espécimen afín a Homo longi.

En dos artículos publicados simultáneamente, Li y sus colegas declararon que el cráneo de Harbin, número de catálogo HBSM2018-000018 (A), representaba una nueva especie a la que llamaron Homo longi. El cráneo de Harbin es bastante similar al cráneo de Dali, y cuando se descubrió el cráneo de Dali en 1978, su descubridor, Xinzhi Wu, le dio un nuevo nombre, H. sapiens daliensis,, per lo abandonó en breve. En consecuencia, si los humanos asiáticos del Pleistoceno Medio representaran una sola especie única, el nomen H. daliensis tendría prioridad. Aunque recomendaron resucitar H. daliensis, argumentaron que H. longi es lo suficientemente distinto y asignaron solo los restos de Dali y Hualong a H. daliensis (por lo tanto, afirman que al menos dos especies humanas habitan en China del Pleistoceno medio tardío). En cambio, sugirieron que H. longi está más estrechamente relacionado y posiblemente sea el mismo linaje que la mandíbula Xiahe del Tíbet, que se ha agrupado con los enigmáticos denisovanos, un linaje humano arcaico aparentemente disperso por el este de Asia durante el Pleistoceno medio y tardío actualmente identificable sólo a partir de una firma genética. Destacan que un bien conservado segundo molar superior de Harbin sólo coincide con los conocidos molares denisovanos permanentes en tamaño y morfología y aunque los molares inferiores de Xiahe no se pueden comparar directamente, su gran tamaño corresponde bastante bien con el superior de Harbin. Además, sostienen que los especímenes asiáticos del Pleistoceno medio están más estrechamente relacionados con los humanos modernos (H. sapiens) que los humanos modernos con los neandertales europeos, aunque el ADN nuclear y los análisis de proteínas colocan a la mandíbula Xiahe y a los denisovanos más cerca de los neandertales que de los humanos modernos.
En junio de 2025, se publica un estudio en la revista Science donde se analizó una muestra de ADN del cráneo del "Hombre Dragón", donde se concluye que muy probablemente pertenece a un Denisovano.

## Anatomía

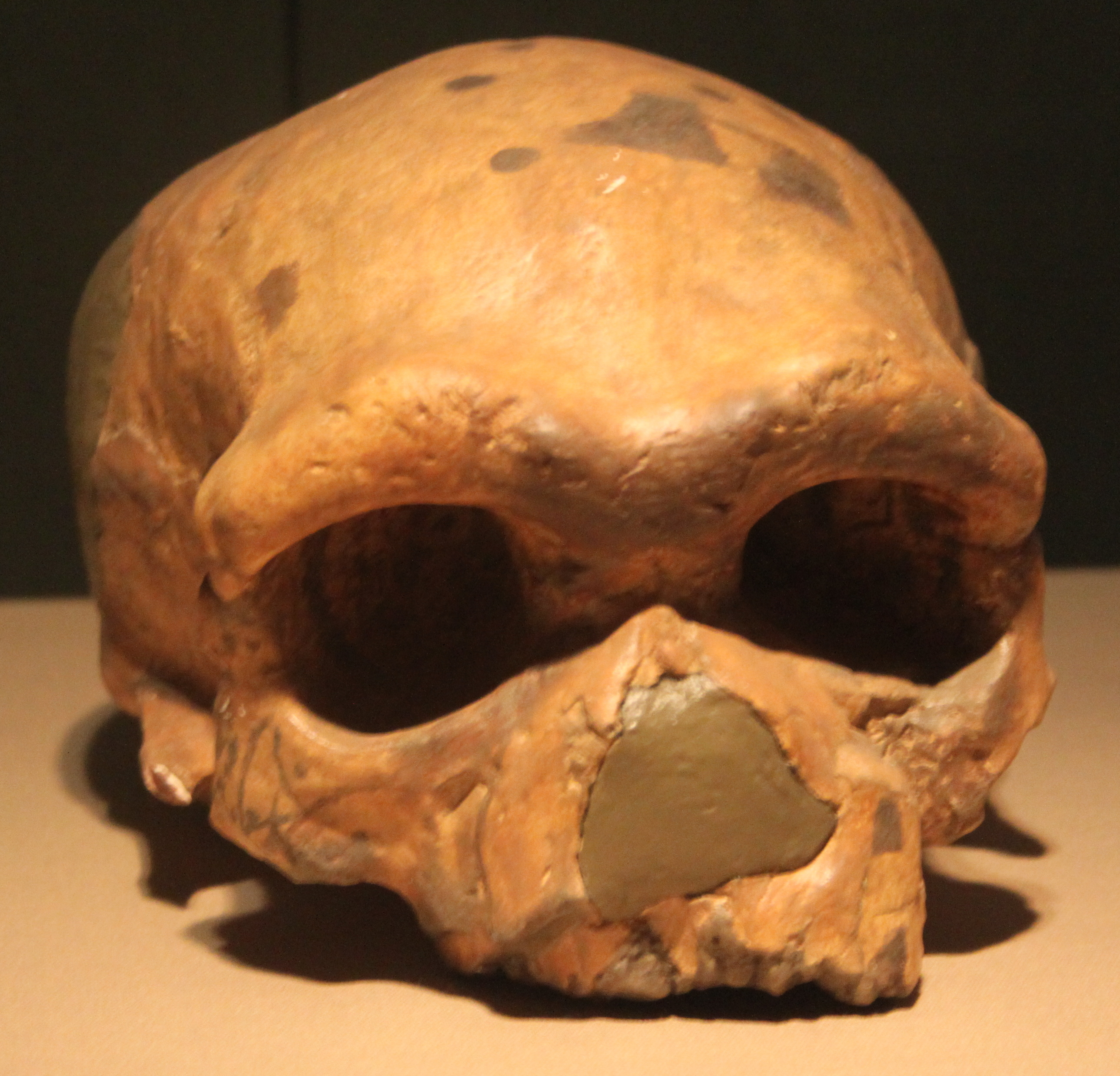
El cráneo de Harbin es similar al contemporáneo de Dali (reconstrucción arriba).

H. longi se caracteriza por un cráneo bajo y largo, frente retraída, cara superior extremadamente ancha, una gran abertura nasal que equivale a una nariz agrandada (posiblemente una adaptación al aire frío), cuencas oculares grandes y cuadradas, arcos de las cejas prominentes y gruesos (toro supraorbitario), pómulos bajos y planos (hueso cigomático), paladar ancho y cavidades dentales grandes (que equivalen a una boca grande) y una base del cráneo ancha. El cráneo Harbin es también el mayor cráneo humano arcaico hasta la fecha en términos de longitud absoluta (longitud craneal y longitud naso-occipital) y la longitud del torus supraorbital. A diferencia del cráneo de Dali, H. longi carecía de quilla sagital. H. longi también tenía un cerebro masivo de aproximadamente 1420 cc, por encima del rango de todos los linajes humanos conocidos, excepto los humanos modernos y los neandertales. No obstante, la constricción postorbital (constricción de la caja del cerebro justo detrás de los ojos, equivalente al lóbulo frontal, ausente en los humanos modernos) está más desarrollada en H. longi que en los neandertales, aunque no tanto como la más arcaica H. heidelbergensis.
En general, la caja cerebral conserva una serie de características arcaicas, aunque el hueso occipital en la parte posterior del cráneo carece de protuberancias, toros o flexión masiva notables, como ocurre en poblaciones más antiguas de H. erectus y H. heidelbergensis, e incluso en los neandertales posteriores. A diferencia de los humanos modernos o los neandertales, los huesos parietales en la parte superior de la cabeza no se expanden ni sobresalen significativamente. A pesar de que la cara era tan ancha, era bastante plana (prognatismo facial medio reducido) y recuerda la condición que se presenta en los humanos modernos, el H. antecessor mucho más antiguo y otros especímenes chinos del Pleistoceno Medio. La morfología en mosaico del cráneo de H. longi de rasgos arcaicos y derivados converge con algunos de los primeros especímenes asignados a H. sapiens de África, en particular Jebel Irhoud y Eliye Springs. Debido a que los descriptores originales juzgaron que el cráneo de Harbin estaba estrechamente relacionado con la mandíbula de Xiahe, suponían que H. longi carecía de mentón, como otros humanos arcaicos, pero no se recuperó la mandíbula inferior del espécimen.
Los descriptores suponían que el cráneo de Harbin representa a un hombre menor de 50 años, a juzgar por la gran robustez y tamaño del cráneo, las suturas cerradas y el grado de desgaste de los dientes. También especularon que H. longi tenía la piel, el cabello y el color de ojos oscuros basándose en material genético conocido de los neandertales, los denisovanos y los primeros humanos modernos, a pesar de la gran distancia y lo meridional del lugar en que vivía este individuo respecto a los anteriores.

## Paleoambiente
La glaciación del Pleistoceno (la Edad del Hielo) se caracteriza porque la Tierra cambia continuamente de períodos glaciales fríos a interglaciares más cálidos. El período de hace 300 000 a 130 000 años abarca el penúltimo período glacial, y la zona de permafrost pudo haberse extendido hacia el sur más allá de Harbin (aunque faltan indicadores de actividad de permafrost tan atrás en el tiempo). De manera similar, el noreste de China durante el Pleistoceno medio tardío fue el hogar de un conjunto de animales adaptados para un ambiente frío de estepa, sobre todo el mamut lanudo y el rinoceronte lanudo. Además del mamut lanudo, la localidad de Dongjiang también cuenta con el ciervo gigante Sinomegaceros ordosianus, el caballo de Przewalski, el alce, el búfalo Bubalus wansjock y el oso pardo.